# Расторгуев, Евгений Анатольевич
Евгений Анатольевич Расторгуев (23 февраля 1920, с. Николо-Погост, Балахнинский уезд, Нижегородская губ. — 27 ноября 2009, Москва) — советский и российский художник-живописец, график, скульптор-керамист. Заслуженный деятель искусств Российской Федерации, член Союза художников СССР (1953)

## Биография
Родился в 1920 году в селе Николо-Погост Нижегородской губернии, детство провел в Городце на Волге.
Осенью 1935 года поступил в Горьковское художественное училище, в котором его преподавателем был А. В. Самсонов. Там же познакомился с Тамарой Петровной Гусевой — будущей женой, художником-графиком и сценографом.
В 1941 ушел на фронт. С 1943 воевал на Карельском фронте. Опубликовал несколько фронтовых рисунков в общевойсковой газете 32-й армии «Боевой путь». Переведен в штат этой газеты. В 1944 по приказу Маршала Советского Союза К. А. Мерецкова был направлен на возведение комплекса «Свирская Победа». В 1945 году был награжден орденом Отечественной войны 2-й степени, медалями «За боевые заслуги», «За победу над Германией в Великой Отечественной войне 1941—1945 гг.» и др.
После демобилизации поступил в Московский государственный художественный институт им. В. И. Сурикова на живописный факультет. Учился в мастерской С. В. Герасимова.
В 1953 году после окончания института по рекомендации своего учителя С. В. Герасимова и при поддержке В. Н. Бакшеева был принят в члены Союза художников СССР, минуя кандидатский стаж. В этом же году его работы «Порт Владимир» и «Студентка» экспонировался на Всесоюзной выставке в залах Государственной Третьяковской галереи. Вскоре стал членом Правления Союза художников.
В 1957 году написал картину «Юность», которую приобрела Третьяковская галерея. С 1960 года тесно сотрудничал с журналом «Юность», работал иллюстратором. В качестве корреспондента журнала много ездил по стране — на Урал, Братскую ГЭС, Дальний Восток, в Находку. В середине 1960-х написал цикл работ, посвященных стройкам Дальнего Востока — серия «Братская тетрадь», «Стихи» (1964—1965), «Дальний рейс», посвященная будням шоферов Братска. В 1966 году вместе с женой, художником Тамарой Гусевой вновь путешествовал по Русскому Северу, посетив Карелию (с. Сумский Посад, дер. Юково). Вместе с ними в поездке участвовал художник Павел Судаков. По материалам поездок Расторгуев написал картины «Мы на Севере», «Тетя Таня», «Рыбак Сумского Посада», «Сережа с сигами», другие работы Беломорского цикла.
Вернувшись в Москву, начал заниматься книжной графикой — художником оформлено свыше 100 книг в издательствах «Детгиз», «Молодая гвардия», «Советский писатель». Много выставлялся на московских, российских, всесоюзных и международных выставках. Стал участником известной «Группы 16».
С конца 1960-х годов начал увлекаться керамикой. С середины 1980-х каждое лето проводил в Городце, где купил дом, и стал создавать серии живописных и графических работ, а также декоративных скульптур, посвященных городу детства. С этого момента становится известным как «художник из Городца» с ярко выраженным собственным стилем. В 1970 году появилась одна из первых публикаций о художнике — «Городецкие фантазии» А. Зыбина в журнале «Москва».
В 2002 году при пожаре дома в Городце погибла жена Е. А. Расторгуева — Тамара Гусева.
В 1984 году в Ленинграде состоялась персональная выставка Е. А. Расторгуева. В апреле 2020 года в Музее искусств Петербурга XX—XXI веков были проведены три выставки, одна из которых — под названием «Игра с облаками» — была посвящена творчеству Е. Расторгуева.

## Работы художника и выставки
Работы художника экспонировались на выставках произведений «Группы 16» (1969, 1975, 1985), на выставке декоративно-прикладного искусства в Салоне Нади Леже в Париже (1975), на выставке скульптуры малых форм в Нью-Дели (Индия) в 1979, на выставке произведений советских художников в Бирмингеме, Великобритания (1988), в Варшаве (Польша) и Торонто (Канада) в 1989, на выставках в Пенсильвании (США), Онфлере (Франция) в 1991, на выставке «Пять русских художников в Риме» в Галерее «Сан Лоренцо» (Италия) в 1993, на групповой выставке в галерее «На Солянке» в Москве (1994), на групповой выставке московских художников в Ярославле — галерея «Форум-Аре» (1996) и многих других.
Персональные выставки Евгения Расторгуева прошли в Западном Берлине (1975), в Выставочном зале на Литейном проспекте в Ленинграде (1984), в Выставочном зале Выборгского краеведческого музея (1985), в Чувашском государственном художественном музее (Чебоксары, 1987, совм. с Тамарой Гусевой), в Подольске (1988), в Художественном музее Нижнего Новгорода (1990), в Риме и в Галерее Елены Корнетчук в Питтсбурге (США) в 1991, в ЦДХ в Москве в 1995, в московской галерее «Ковчег» в 1997, в Посольстве Новой Зеландии в Москве (2004), в Государственной Третьяковской галерее (2005), в Посольстве Финляндии в Москве (2007), в Выставочном зале города Городца (2008), в Центральном выставочном зале Нижнего Новгорода.
Работы Евгения Анатольевича Расторгуева находятся в коллекциях Государственной Третьяковской галереи, Государственного музея керамики «Кусково», Государственного музея декоративно-прикладного искусства (Царицыно), Музея современного искусства (Москва); Государственного Русского музея, Музея обороны Ленинграда (Санкт-Петербург), художественной коллекции усадьбы «Узкое» (Москва), Областной картинной галереи Вологды, Чувашском государственном художественном музее (Чебоксары), Новочебоксарском художественном музее, художественных музеев Вологды, Орла, Нижнего Новгорода, Херсона, Томска, Екатеринбурга, Ижевска, Кемерово, Челябинска, Ферапонтово, Новокузнецка, Петрозаводска, Тюмени, в художественной коллекции усадьбы «Узкое», также за рубежом: в Музее Ватикана (Рим, Италия), в Художественном музее Тулузы (Франция), в Музее Cremona Foundation (Механишвилл, США), в Галерее П. Людвига (Кельн, Германия); в частных собраниях Болгарии, Великобритании, Венгрии, Германии, Голландии, Италии, Польши, России (Москва, Петербург), США, Финляндии, Франции, Чехии, Новой Зеландии.
Посмертная выставка: редакция журнала «Наше наследие». 2010. 22.03-16.04.

## Почётные звания и награды
- Заслуженный деятель искусств России;
- Орден Отечественной войны 2-й степени;
- Медаль «За боевые заслуги»;
- Медаль «За победу над Германией в Великой Отечественной войне 1941—1945 гг»

## Семья
Жена Тамара Петровна Гусева (1918, Петроград — 2002, Городец), художник театра, график. Внучка художница Наталья Варламова.

## Публикации Е. А. Расторгуева
Е. Расторгуев. Рисунки Василия Чекрыгина //
Евгений Расторгуев. Стихи (Стихотворения и рисунки Евгения Расторгуева). Москва. [2004]. 12х8 см. 128 с. Илл. Без указ. выходных данных.